# Federaal district Siberië
Het federaal district Siberië (Russisch: Сибирский федеральный округ, Sibirski federalny okroeg) is een van de acht federale districten van Rusland. Het bestuurlijke centrum is Novosibirsk.

## Geografie
Het district beslaat 30% van Rusland en is daarmee het op een na grootste federale district.
Het district grenst binnen Rusland aan de federale districten Oeral en Verre Oosten. Het district heeft landgrenzen met China, Kazachstan en Mongolië.
Het district ligt aan de Noordelijke IJszee, Laptevzee en de Karazee. Ook de eilanden van Noordland (Severnaja Zemlja) behoren tot het gebied.

## Bestuurlijke indeling
| Nr. | Vlag | Gebied                      | Type           | Bestuurlijk centrum | Oppervlakte (km²) | Inwoners (c. 2002) |  |
| 1 |      | Altaj                       | aut. republiek | Gorno-Altajsk       | 92.961,2          | 202.947            |  |
| 2 |      | Altaj                       | kraj           | Barnaoel            | 167.817,0         | 2.607.426          |  |
| 3 |      | Boerjatië                   | aut. republiek | Oelan-Oede          | 332.013,0         | 981.238            |  |
| 4 |      | Transbaikal (Zabajkalski) * | kraj           | Tsjita              | 412.338,1         | 1.083.133          |  |
| 5 |      | Irkoetsk **                 | oblast         | Irkoetsk            | 739.482,3         | 2.446.378          |  |
| 6 |      | Kemerovo                    | oblast         | Kemerovo            | 95.801,2          | 2.899.142          |  |
| 7 |      | Krasnojarsk ***             | kraj           | Krasnojarsk         | 2.326.494,4       | 2.948.345          |  |
| 8 |      | Novosibirsk                 | oblast         | Novosibirsk         | 178.677,9         | 2.692.251          |  |
| 9 |      | Omsk                        | oblast         | Omsk                | 141.083,7         | 2.079.220          |  |
| 10 |      | Tomsk                       | oblast         | Tomsk               | 313.908,7         | 1.046.039          |  |
| 11 |      | Toeva                       | aut. republiek | Kyzyl               | 168.606,3         | 305.510            |  |
| 12 |      | Chakassië ****              | aut. republiek | Abakan              | 61.610,1          | 546.072            |  |
| * Ontstaan in 2008 door de samenvoeging van oblast Tsjita en het autonome district Aga-Boerjatië ** Sinds 2008 vormt het autonome district Oest-Orda Boerjatië onderdeel van deze oblast. *** Sinds 2007 zijn de autonome districten Evenkië en Tajmyr onderdeel van kraj Krasnojarsk **** Chakassië scheidde zich in 1991 af van kraj Krasnojarsk |      |                             |                |                     |                   |                    |  |

Centraal · Noordelijke Kaukasus  · Noordwest · Oeral · Siberië · Verre Oosten · Wolga · Zuid